# LibreClinica
LibreClinica ist ein Open Source System zur elektronischen Datenerfassung (engl. Electronic Data Capture (EDC)) in Klinischen Studien. Die Software basiert auf OpenClinica Version 3.14.

## Geschichte
Das Projekt startete 2019 mit Interessierten aus Wissenschaft und IT-Industrie.

### Ziele
- Bereinigung des Build-Prozesses, Anbieten einer Version, die unabhängig von OpenClinica-Servern gebaut werden kann[1]
- Bereitstellung einer Version, die kompatibel mit aktuellen Versionen von Java (JDK), Tomcat und PostgreSQL ist[1]
- Bereitstellung von minor releases / Unterversionen mit Fehlerbehebungen[1]
- Bereitstellung einer kostenlos benutzbaren Version[1]
- Verbesserung der Codequalität[1]
- Verbesserung und Erweiterung der Funktionalität[1]
- Ideen für EDC-Systeme der nächsten Generation generieren[1]
- Als Open-Source-Projekt sollen Beiträge aufgenommen, und gleichzeitig eine brauchbar getestete Version für den Produktiveinsatz angeboten werden.[1]

### Versionen und Aktivitäten
Die erste Version 1.0 wurde im Februar 2020 veröffentlicht und beinhaltete gegenüber der Codebasis OpenClinica 3.14 insbesondere Aktualisierungen von Softwarebibliotheken und Fehlerbehebungen. Bis auf eine Bibliothek (die mitgeliefert wird) wurde der Build-Prozess wie unter Ziele genannt bereinigt. In LibreClinica 1.1 wurden u. a. LDAPS-Unterstützung und die in 1.0 verlorengegangenen SOAP-Webservices hergestellt. Version 1.2.1 bietet neue Funktionen wie 2-Faktor-Authentifizierung, E-Mail-Benachrichtigungen über Logins und rollenspezifische Offline-Handbücher, ferner wurden zahlreiche nicht benötigte Abhängigkeiten entfernt. Bisher erschien etwa jedes Jahr eine neue Version.
Der erste Workshop der LibreClinica Community wurde auf der Jahrestagung der GMDS und TMF 2022 akzeptiert, fand aber aufgrund deren Umwandlung in eine Online-Tagung ausgelagert online statt.

## Software-Lizenz
LibreClinica ist unter der GNU LGPL veröffentlicht.

## Verwendungszweck
Wie OpenClinica ist LibreClinica für das Management klinischer Studien und die elektronische Datenerfassung vorgesehen und wird in klinischen Studien oder medizinischen Registern von öffentlichen Forschungseinrichtungen, CROs und der pharmazeutischen und Medizinprodukte herstellenden Industrie verwendet.
Beispiele sind:
- das Deutsche Register für COVID-19 Obduktionen DeRegCOVID[4]
- das Universitätsklinikum Ulm[5]
- die Dutch health research infrastructure[6]
- die europäische Initiative zur Surveillance kindlichen Übergewichts der WHO[7]
- das osteuropäische Schlaganfallregister RES-Q[8]
- der Human Uterus Cell Atlas (HUTER)[9]